# Arrondissement de Vendôme
L'arrondissement de Vendôme est une division administrative française, située dans le département de Loir-et-Cher et la région Centre-Val de Loire.

## Composition

### Composition avant 2015
- Canton de Droué
- Canton de Mondoubleau
- Canton de Montoire-sur-le-Loir
- Canton de Morée
- Canton de Saint-Amand-Longpré
- Canton de Savigny-sur-Braye
- Canton de Selommes
- Canton de Vendôme-1 (et ancien canton de Vendôme)
- Canton de Vendôme-2

### Découpage communal depuis 2015
Depuis 2015, le nombre de communes des arrondissements varie chaque année soit du fait du redécoupage cantonal de 2014 qui a conduit à l'ajustement de périmètres de certains arrondissements, soit à la suite de la création de communes nouvelles. Le nombre de communes de l'arrondissement de Vendôme est ainsi de 107 en 2015, 107 en 2016, 105 en 2017 et 100 en 2019.
Au 1er janvier 2024, l'arrondissement groupe les 100 communes suivantes :
1. Ambloy
2. Areines
3. Artins
4. Authon
5. Azé
6. Baillou
7. Beauchêne
8. Bonneveau
9. Bouffry
10. Boursay
11. Brévainville
12. Busloup
13. Cellé
14. La Chapelle-Enchérie
15. La Chapelle-Vicomtesse
16. Chauvigny-du-Perche
17. Choue
18. Cormenon
19. Couëtron-au-Perche
20. Coulommiers-la-Tour
21. Crucheray
22. Danzé
23. Droué
24. Épuisay
25. Les Essarts
26. Faye
27. Fontaine-les-Coteaux
28. Fontaine-Raoul
29. La Fontenelle
30. Fortan
31. Fréteval
32. Le Gault-du-Perche
33. Gombergean
34. Les Hayes
35. Houssay
36. Huisseau-en-Beauce
37. Lancé
38. Lavardin
39. Lignières
40. Lisle
41. Lunay
42. Marcilly-en-Beauce
43. Mazangé
44. Meslay
45. Moisy
46. Mondoubleau
47. Montoire-sur-le-Loir
48. Montrouveau
49. Morée
50. Naveil
51. Nourray
52. Ouzouer-le-Doyen
53. Périgny
54. Pezou
55. Le Plessis-Dorin
56. Le Poislay
57. Pray
58. Prunay-Cassereau
59. Rahart
60. Renay
61. Rocé
62. Les Roches-l'Évêque
63. Romilly
64. Ruan-sur-Egvonne
65. Saint-Amand-Longpré
66. Sainte-Anne
67. Saint-Arnoult
68. Saint-Firmin-des-Prés
69. Saint-Gourgon
70. Saint-Hilaire-la-Gravelle
71. Saint-Jacques-des-Guérets
72. Saint-Jean-Froidmentel
73. Saint-Marc-du-Cor
74. Saint-Martin-des-Bois
75. Saint-Ouen
76. Saint-Rimay
77. Sargé-sur-Braye
78. Sasnières
79. Savigny-sur-Braye
80. Selommes
81. Sougé
82. Le Temple
83. Ternay
84. Thoré-la-Rochette
85. Tourailles
86. Troo
87. Vallée-de-Ronsard
88. Vendôme
89. Villavard
90. La Ville-aux-Clercs
91. Villebout
92. Villechauve
93. Villedieu-le-Château
94. Villemardy
95. Villeporcher
96. Villerable
97. Villeromain
98. Villetrun
99. Villiersfaux
100. Villiers-sur-Loir

## Démographie
En 2022, l'arrondissement comptait 67 176 habitants.
| 1968   | 1975   | 1982   | 1990   | 1999   | 2006   | 2011   | 2016   | 2021   |
| ------ | ------ | ------ | ------ | ------ | ------ | ------ | ------ | ------ |
| 65 160 | 65 326 | 66 276 | 66 471 | 68 014 | 69 690 | 89 652 | 69 819 | 67 408 |

| 2022   | - | - | - | - | - | - | - | - |
| ------ | - | - | - | - | - | - | - | - |
| 67 176 | - | - | - | - | - | - | - | - |

## Administration
La liste des sous-préfets a été calligraphiée par Éliane Challet en 2018.
| Période | Période  | Identité                | Fonction précédente | Observation |
| ------- | -------- | ----------------------- | ------------------- | ----------- |
| ...     |          |                         |                     |             |
| 1951    | 1954     | Alexandre Pasquier      |                     |             |
| 1954    | 1955     | Pierre Meyer            |                     |             |
| 1955    | 1957     | Jean Pinel              |                     |             |
| 1957    | 1960     | Pierre Tisserand        |                     |             |
| 1960    | 1962     | Xavier Piani            |                     |             |
| 1962    | 1966     | Max Lavigne             |                     |             |
| 1966    | 1976     | Bernard Laugier         |                     |             |
| 1976    | 1979     | Geoffroy de Roquancourt |                     |             |
| 1979    | 1981     | Philippe de Villiers    |                     |             |
| 1981    | 1984     | Yves Voirin             |                     |             |
| 1984    | 1987     | Jean-Michel Fromion     |                     |             |
| 1987    | 1989     | Michel Sappin           |                     |             |
| 1989    | 1991     | Philippe Vignes         |                     |             |
| 1991    | 1994     | Gisèle Billarand        |                     |             |
| 1994    | 1995     | Sophie Coutor           |                     |             |
| 1996    | 1997     | Alain Deyber            |                     |             |
| 1997    | 2001     | Patrick Bremener        |                     |             |
| 2001    | 2003     | Marianne Bondaz         |                     |             |
| 2003    | 2007     | Jean-Jacques Mouline    |                     |             |
| 2007    | 2010     | Nadia Séghier           |                     |             |
| 2011    | 2014     | Catherine Bachelier     |                     |             |
| 2014    | 2016     | Sophie Lesieux          |                     |             |
| 2016    | 2018     | André Pierre-Louis      |                     |             |
| 2018    | 2020     | Léa Poplin              |                     |             |
| 2020    | 2022     | Magali Chapey           |                     |             |
| 2022    | 2024     | François Jouffroy       |                     |             |
| 2024    | En cours | Vincent Le Duff         |                     |             |